# Glewo (województwo kujawsko-pomorskie)
Glewo – wieś w Polsce położona w województwie kujawsko-pomorskim, w powiecie lipnowskim, w gminie Dobrzyń nad Wisłą.

## Podział administracyjny
W latach 1975–1998 miejscowość administracyjnie należała do województwa włocławskiego.

## Demografia
Według Narodowego Spisu Powszechnego (III 2011 r.) wieś liczyła 182 mieszkańców. Jest piętnastą co do wielkości miejscowością gminy Dobrzyń nad Wisłą.

## Historia
Zgodnie z wykazem z 1825 Glewo liczące 10 domów należało po połowie do Karola Duczymińskiego i W. Lasockiego. W 1827 wieś liczyła 16 domów i 133 mieszkańców.
W 1845 Glewo w całości przeszło na własność Franciszka i Elżbiety Duczymińskich. Majątek otrzymał w 1856 ich syn Franciszek Walerian Duczymiński. W jego posiadaniu Glewo znajdowało się do 1858.
W latach 1876–1907 Glewo było własnością Tomasza Wąsowicza, męża Zofii Karnkowskiej. W 1907 majątek kupił Stefan Gościcki z Tulibowa. W rękach rodziny Gościckich majątek Glewie, razem z majątkami w Tulibowie i Grochowalsku, znajdował się do 1939, kiedy to Julian Gościcki - syn Stefana Gościckiego, zginął w bitwie nad Bzurą. Po wybuchu II wojny światowej tereny majątku i wsi Glewo zostały wcielone do III Rzeszy. Po wojnie majątek został rozparcelowany.
Według spisu powszechnego z 1921 w Glewie wymienionym jako folwark w gminie Oleszno było 6 budynków i 101 mieszkańców. Z kolei we wsi Glewo było 16 budynków i 109 mieszkańców. Wszyscy mieszkańcy folwarku deklarowali się jako Polacy wyznania rzymskokatolickiego. W przypadku wsi Glewo jako Polacy wyznania rzymskokatolickiego zadeklarowało się 98 osób. Pozostałe 11 osób deklarowało wyznanie ewangelickie  i narodowość niemiecką.